# Bočiar
Bočiar este o comună slovacă, aflată în districtul Košice-okolie din regiunea Košice. Localitatea se află la altitudinea de 205 m deasupra n.m., se întinde pe o suprafață de 0,47 km2 și în 2017 număra 247 de locuitori.

## Istoric
Localitatea Bočiar este atestată documentar din 1249.

## Demografie
| An:                | 1994 | 2004   | 2014    | 2024   |
| ------------------ | ---- | ------ | ------- | ------ |
| Număr de persoane: | 213  | 221    | 251     | 242    |
| Diferență:         |      | +3,75% | +13,57% | −3,58% |

| An:                | 2023 | 2024   |
| ------------------ | ---- | ------ |
| Număr de persoane: | 244  | 242    |
| Diferență:         |      | −0,81% |